# Мореній-Ной
Мореній-Ной (рум. Morenii Noi) — село в Унгенському районі Молдови. Адміністративний центр однойменної комуни, до складу якої також входить село Шиковец.

## Населення
За даними перепису населення 2004 року у селі проживали 1144 особи.
Національний склад населення села:
| Національність       | Кількість осіб | Відсоток |
| -------------------- | -------------- | -------- |
| українці             | 730            | 63,8%    |
| молдавани            | 389            | 34,0%    |
| росіяни              | 21             | 1,8%     |
| євреї                | 1              | 0,1%     |
| інша / без відповіді | 3              | 0,3%     |
| Всього               | 1144           | 100%     |